# Si Suriyawongse
Si Suriyawongse (23 décembre 1808 - 19 janvier 1883) est régent de Siam de 1868 à 1873.

## Rôle
Si Suriyawongse, était l'une des figures les plus importantes dans la cour de Mongkut. Comme il était le principal soutien du prince Mongkut à être intronisé, il a finalement occupé le poste de chancelier, ou Samuha Kralahome , ou le chef du département des forces armées. Il a été très bien connu en tant que fonctionnaire pro-britannique, ou comme une «nouvelle génération» parmi les fonctionnaires de la cour. Il était intéressé par l'apprentissage de l'Ouest dans divers domaines tels que la science, l'ingénierie et la construction de navires à vapeur, Il avait une relation très étroite avec le prince Mongkut , l'avenir Rama IV, en le soutenant d'accueillir l'influence britannique, l'apprentissage de l'Ouest. Il a également eu une relation positive avec les missionnaires protestants début, qu'il appréciés pour leur savoir scientifique occidental et la capacité à enseigner l'anglais. Il a également été le personnage clé dans la promotion de la relation Siam-britannique, aboutissant au traité Bowring en 1855, ce qui facilite les relations économiques avec la Grande-Bretagne.
Après la mort du roi Mongkut en 1868, son jeune fils, le prince Chulalongkorn est devenu le nouveau monarque.
Il est mort en 1883 à Ratchaburi . Suriyawongse était aussi la première thaïlandais d'avoir une assurance-vie politique, après que le roi Rama V accordé aux sociétés étrangères d'étendre leurs activités d'assurance au Siam.
Son fils Won Bunnag lui a succédé comme Samuha Kalahom et a également occupé le titre Chao Phraya Surawongse.